# Paraliparis diploprora
Paraliparis diploprora és una espècie de peix pertanyent a la família dels lipàrids.

## Hàbitat
És un peix marí i batidemersal que viu entre 0-2.600 m de fondària.

## Distribució geogràfica
Es troba al mar de Scotia davant les costes de l'illa de Geòrgia del Sud.

## Observacions
És inofensiu per als humans.